# Paweł Ryncarz
Paweł Ryncarz (ur. 17 grudnia 2003 w Krakowie) – polski zawodnik Trialu Motocyklowego należący do klubu KKCiM SMOK Kraków, członek polskiej Kadry Narodowej i federacji Polski Związek Motorowy (PZM).

## Historia
Paweł zaczął swoją przygodę ze sportem na rowerze trialowym oraz startował w Mistrzostwach Polski zdobywając 4 miejsce w kategorii 'Hobby'. W wieku 12 lat przeniósł swoją zajawkę na motocykle trialowe zarażając się tym sportem od swojego starszego brata oraz taty, debiutując w pierwszym sezonie zdobywa 1 miejsce w klasie Maluch (do lat 12).

## Kariera sportowa

### 2015
Zdobywca Pucharu Polski Maluch.

### 2016, 2017 i 2018
Trzykrotny zdobywca Pucharu Polski Młodzik.

### 2019
16 miejsce w Mistrzostwach Europy kat. Youth International - (Włochy, Pietramurata)
10 miejsce w Mistrzostwach Europy kat. Youth International - (Włochy, Monza)
16 miejsce w Mistrzostwach Europy kat. Youth International - (Francja, Ancelle)
10 miejsce w Mistrzostwach Europy kat. Youth International - (Czechy, Brezova)
Wicemistrz Polski w Trialu Motocyklowym w kategorii Młodzik (2019)

### 2020
Mistrzostwa Świata (Włochy, Lazzate, 10-11 października) - 18 i 17 miejsce kat. Trial 125cc
Mistrz Polski w Trialu Motocyklowym w kategorii Junior (2020)

### 2021
Powołanie do kadry narodowej, drużynowe Mistrzostwa Świata ,,Trial Des Nations,,
8 miejsce  kat. International Mistrzostwa Świata - (Portugalia, Gouveia, 17-19 września)
19 i 19 miejsce kat. Trial 125cc - (Włochy, Tolmezzo, 11-13 czerwca)
14 i 12 miejsce  kat. Trial 125cc Mistrzostwa Świata - (Andorra, Sant Julià, 20-22 sierpnia)
15 miejsce kat. Trial 125cc Mistrzostwa Świata - (Francja, Cahors 28-29 sierpnia)
12 miejsce kat. Junior Cup Mistrzostwa Europy - (Włochy, Cortenova 30 maja)
16 miejsce kat. Junior Cup Mistrzostwa Europy - (Czechy, Kramolin 8 sierpnia)
Mistrz Polski w Trialu Motocyklowym w kategorii Junior (2021)

### 2022
7 miejsce Mistrzostwa Świata Trial 3 (Belgia, Comblain au Pont)
8 miejsce Mistrzostwa Świata Trial 3 (Francja, Cahors)
15 miejsce Mistrzostwa Europy kat. Junior Cup - (Hiszpania, Pobladura)
2 miejsce Mistrzostwa Europy kat. Junior Cup - (Francja, Breal sous Monfort)
8 miejsce Mistrzostwa Europy kat. Junior Cup - (Szkocja, Klimarnock)
12 miejsce Mistrzostwa Europy kat. Junior Cup - (Włochy, Piazzatore)
9 miejsce na 36 zawodników w klasyfikacji generalnej na Mistrzostwach Europy Junior Cup, startując w 4 rundy z 5
Mistrz Polski w klasyfikacji generalnej 2022
Mistrz Polski Junior 2022
Klubowy Mistrz Polski 2022

### 2023
2 miejsce Mistrzostwa Świata Trial3 (Arteixo, Hiszpania 15 kwietnia)
6 miejsce Mistrzostwa Świata Trial3 (Arteixo, Hiszpania 16 kwietnia)
5 miejsce Mistrzostwa Świata Trial3 (Gouveia, Portugalia 22 kwietnia)
8 miejsce Mistrzostwa Świata Trial3 (Gouveia, Portugalia 23 kwietnia)
4 miejsce Mistrzostwa Świata Trial3 (San Marino 10 czerwca)
6 miejsce Mistrzostwa Świata Trial3 (San Marino 11 czerwca)
2 miejsce Mistrzostwa Świata Trial3 (Sant Julià, Andorra 17 czerwca)
5 miejsce Mistrzostwa Świata Trial3 (Sant Julià, Andorra 18 czerwca)